# Zack Martin (giocatore di football americano)
Zachary Edward Martin (Indianapolis, 20 novembre 1990) è un ex giocatore di football americano statunitense che ha militato  nel ruolo di guardia per tutta la carriera con i Dallas Cowboys della National Football League (NFL). Fu scelto come 16º assoluto nel Draft NFL 2014. Al college giocó a football all'Università di Notre Dame.

## Carriera universitaria
Dopo avere passato la stagione 2009 come redshirt (poteva cioè allenarsi con la squadra ma non scendere in campo), Martin divenne il tackle sinistro titolare di Notre Dame nel 2010, in cui disputò 13 partite. Nella successiva disputò tutte le 13 gare come titolare, in una linea offensive che concesse solo 17 sack in tutto l'anno. Inoltre aprì la strada per un gioco sulle corse che guadagnò 4,8 yard a portata, il miglior risultato dell'istituto dal 1996. Nel 2012, Martin fu nominato uno dei quattro capitani degli Irish, che giunsero fino alla finale del campionato NCAA, perdendo contro Alabama.
Nell'ultima stagione, Martin fu ancora nominato titolare e stabilì il record di Notre Dame per partenze come titolare da parte di un uomo della linea offensiva, 52. Tale unità concesse solamente 8 sack in tutto l'anno, il secondo miglior risultato di tutti i tempi della FBS. Fu inoltre nominato miglior giocatore del Pinstripe Bowl 2013 nella vittoria per 29-16 su Rutgers.

## Carriera professionistica

### Dallas Cowboys
Martin era considerato dagli analisti uno dei migliori uomini della linea offensiva e una scelta della prima metà del primo giro del Draft 2014. Fu scelto come 16º assoluto dai Dallas Cowboys. Debuttò come professionista partendo come titolare nella gara della settimana 1 contro i San Francisco 49ers. Martin si rivelò uno dei migliori rookie della lega e a fine anno fu convocato per il primo Pro Bowl in carriera e inserito nel First-team All-Pro dopo avere bloccato per DeMarco Murray che stabilì un record di franchigia di 1.845 yard corse battendo il primato di Emmitt Smith che resisteva da 19 anni. Si classificò inoltre secondo nel premio di rookie offensivo dell'anno dietro a Odell Beckham.
Nella sua seconda stagione, Martin continuò a giocare su alti livelli, venendo convocato per il secondo Pro Bowl in carriera ed inserito nel Second-team All-Pro. Nel 2016 bloccò per il rookie Ezekiel Elliott che guidò la NFL in yard corse, venendo convocato ancora per il Pro Bowl e venendo votato per la seconda volta nel First-team All-Pro dall'Associated Press.

## Palmarès
- Convocazioni al Pro Bowl: 9

2014, 2015, 2016, 2017, 2018, 2019, 2021, 2022, 2023
- First-team All-Pro: 7

2014, 2016, 2018, 2019, 2021, 2022, 2023
- Second-team All-Pro: 2

2015, 2017
- PFWA All-Rookie Team - 2014
- Formazione ideale della NFL degli anni 2010

## Vita privata
Il fratello di Martin, Nick, ha giocato come centro nella NFL.